# Сиде
Сиде (тур. Side, др.-греч. Σίδη) — античный город, располагавшийся на юго-западном средиземноморском побережье современной турецкой провинции Анталья в 70 км к востоку от города Анталья и примерно в 7 км к западу от города Манавгат. В настоящее время Сиде — популярный туристический курорт, административно образующий микрорайон (махалле) в составе муниципального района (ильче) Манавгат.
Город упоминается в Ветхом Завете под именем Сида (1Мак. 15:23).

## История
Согласно Страбону, Сиде был одной из древнейших известных греческих колоний в Анатолии, которая была основана выходцами из Кимы Эолийской в VII веке до н. э. на месте более древнего поселения. Слово «Сиде» на местном анатолийском языке означало «гранат» — филологические исследования показали, что это слово не имеет ни греческих, ни финикийских корней. Гранат здесь считался символом изобилия. После колонизации жители Сиде продолжали говорить и писать на местном сидетском языке, о чём свидетельствуют обнаруженные в ходе археологических раскопок сидетские надписи, датируемые III—II веками до н. э. Из этого можно сделать вывод, что пришедшие в Сиде колонисты из Кимы восприняли и стали употреблять местный язык. Это подтверждается свидетельством Арриана, который, повествуя о деяниях Александра Великого в Анатолии, отмечал, что пришедшие в Сиде греки забыли родной язык и стали использовать неизвестный им ранее местный диалект.
В VI веке до н. э. город Сиде, как и вся Памфилия, попал под власть царей Лидии, а после последовавшего в том же веке крушения Лидийского царства вошёл вместе со всей Памфилией в состав державы Ахеменидов. В период господства Ахеменидов Сиде пользовался определённой экономической автономией и начал чеканить собственные серебряные монеты с изображением Афины, Аполлона и граната — символа города. В 334 году до н. э. Сиде без всякого сопротивления сдался Александру Македонскому, после чего стал одним из основных центров чеканки монет в его империи. Александр оставил в городе гарнизон, подчинявшийся Неарху.
После смерти Александра Великого и распада его империи Сиде в III веке до н. э. перешёл под власть государства Птолемеев, которое благодаря своему сильному флоту завоевало господство в восточном Средиземноморье. При Птолемеях в Сиде чеканились монеты из бронзы. В 218 году до н. э. город был включён в состав государства Селевкидов. Во время Антиоховой войны между Римом, Родосом и Пергамом, с одной стороны, и Селевкидами — с другой, военный флот Сиде сражался на стороне последних. Эта война оказалась проигрышной для Селевкидов и по условиям Апамейского мира 188 года до н. э. город Сиде и вся Памфилия были переданы под власть Пергамского царства.
В составе Пергамского царства город Сиде приобрёл большую автономию, пользуясь практически безграничной экономической свободой, в результате чего вскоре наступил один из периодов наибольшего процветания в его истории. Благодаря своему мощному флоту и развитой торговой гавани, жители Сиде быстро развили торговлю с народами восточного Средиземноморья, а получаемые доходы использовали для реконструкции и архитектурного развития города. Всё это привело к тому, что во II веке до н. э. Сиде стал в своём регионе признанным центром торговли, науки и культуры. О стремительном развитии экономики города свидетельствует то, что в этот период в Сиде началась массовая чеканка серебряных монет, а о развитии науки, культуры и образования говорит тот факт, что во II веке до н. э. будущий селевкидский царь Антиох VII Сидет провёл свою молодость в Сиде, где он воспитывался и получал образование.
Период процветания Сиде закончился в начале I века до н. э., когда город и всю Памфилию захватили пираты, пришедшие из Писидии и горных районов Киликии. Жители Сиде вынуждены были уступить пиратам свои рынки и порт, в результате чего город превратился в центр работорговли. Пираты признали над собой власть воевавшего с Римом понтийского царя Митридата VI Евпатора и пользовались его поддержкой. В 78 году до н. э. римская армия во главе с проконсулом Публием Сервилием Ватией начала освобождение южного побережья Анатолии от пиратов, в результате чего Сиде и другие города Памфилии перешли под власть Римской республики. В 25 году до н. э. Памфилия была официально включена в состав Римской империи и Сиде стал римским провинциальным городом-портом.
Во II—III веках Сиде, будучи метрополией римской провинции Памфилия, пережил второй период своего наивысшего развития и процветания. Множество монументов и статуй, сохранившихся в Сиде до наших дней, были воздвигнуты именно в эту эпоху. В городе продолжал действовать монетный двор, Сиде был признанным центром культуры и образования. Золотой век города начал клониться к закату в конце III века, когда горные племена с севера начали нападать на прибрежные области Памфилии. Во время правления императора Юлиана II (361—363) эти племена окружили Сиде, но были отброшены, после чего были отремонтированы и обновлены крепостные стены города. При этом была воздвигнута новая каменная стена, которая поделила город на южную и северную части, а всё население Сиде переселилось в южную часть города. Строительная надпись, сохранившаяся на этой стене в районе современного археологического музея, повествует, что она была построена под руководством некоего Филиппа Аттия, поэтому в настоящее время стена носит его имя. Тогда же или несколько позже городские стены были расширены и протянуты за пределы своих первоначальных границ, установленных в период эллинизма.
В IV веке жители Сиде, которые ранее поклонялись Афине, Аполлону, Афродите, Аресу, Асклепию, Гигиее, Деметре, Дионису и Гермесу, приняли христианство и вскоре город стал центром Восточнопамфилийской епархии. В VII веке на побережье Памфилии, в том числе, на Сиде начались регулярные набеги арабских пиратов, в результате которых к IX—X векам город Сиде был постепенно полностью разорён и разрушен, что подтверждается соответствующими археологическими слоями пепла и горелых развалин, обнаруженными в ходе раскопок на территории Сиде. Кроме того, в Сиде не обнаружено ни одного византийского строения, возведённого позднее IX—X веков, когда жители Сиде начали массово покидать город. Византийский император Константин VII Багрянородный (ум. в 959 году) в своём трактате «О фемах» упоминал о Сиде как о логове пиратов. Арабский географ аль-Идриси в 1150 году писал о Сиде как о некогда развитом и многонаселённом городе, который был полностью сожжён, а его жители вынуждены были переселиться в Атталию, находившуюся в двух днях пути от Сиде (именно поэтому аль-Идриси называл Сиде Старой Атталией).
К XII веку Сиде был уже полностью заброшен и в результате нескольких землетрясений превратился в руины. После поражения крестоносцев при Кадме в 1148 году Сиде вместе со всей Памфилией перешёл под власть Сельджукидов, в XIII веке вошёл в состав бейлика Хамидогулларов (позднее бейлика Теке), а в 1391 году (окончательно в 1442 году) городом и всем регионом завладели Османы. Вплоть до конца XIX века территория Сиде была необитаема — археологи не обнаружили следов жизнедеятельности в городе ни при Сельджукидах, ни при Хамидогулларах и Текеогулларах, ни при Османидах. Городские здания, частично уцелевшие после землетрясений, постепенно были заметены песком, приносимым бурями и ураганами. Путешественники, начавшие посещать Сиде в начале XIX века, называли его обителью призраков.
В 1895 году турецкие переселенцы с острова Крит основали в Сиде небольшое поселение Селимийе, которое в дальнейшем постепенно разрослось и заняло всю территорию полуострова.
В 2014 году прошёл чемпионат мира 2014 года по ЧГК.

## Археологические исследования

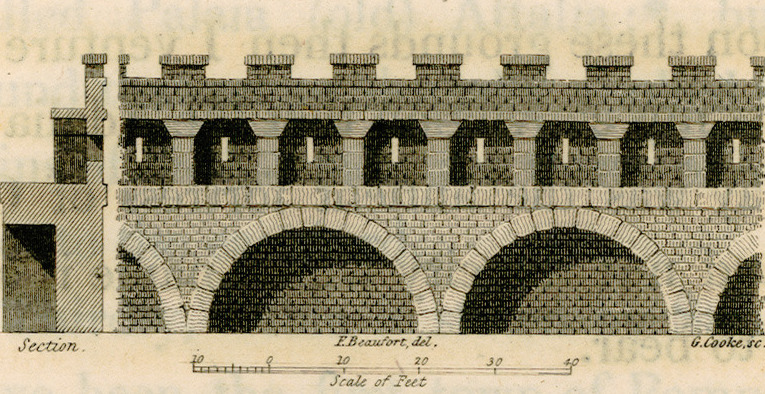
Городская стена античного Сиде. Реконструкция Фрэнсиса Бофорта

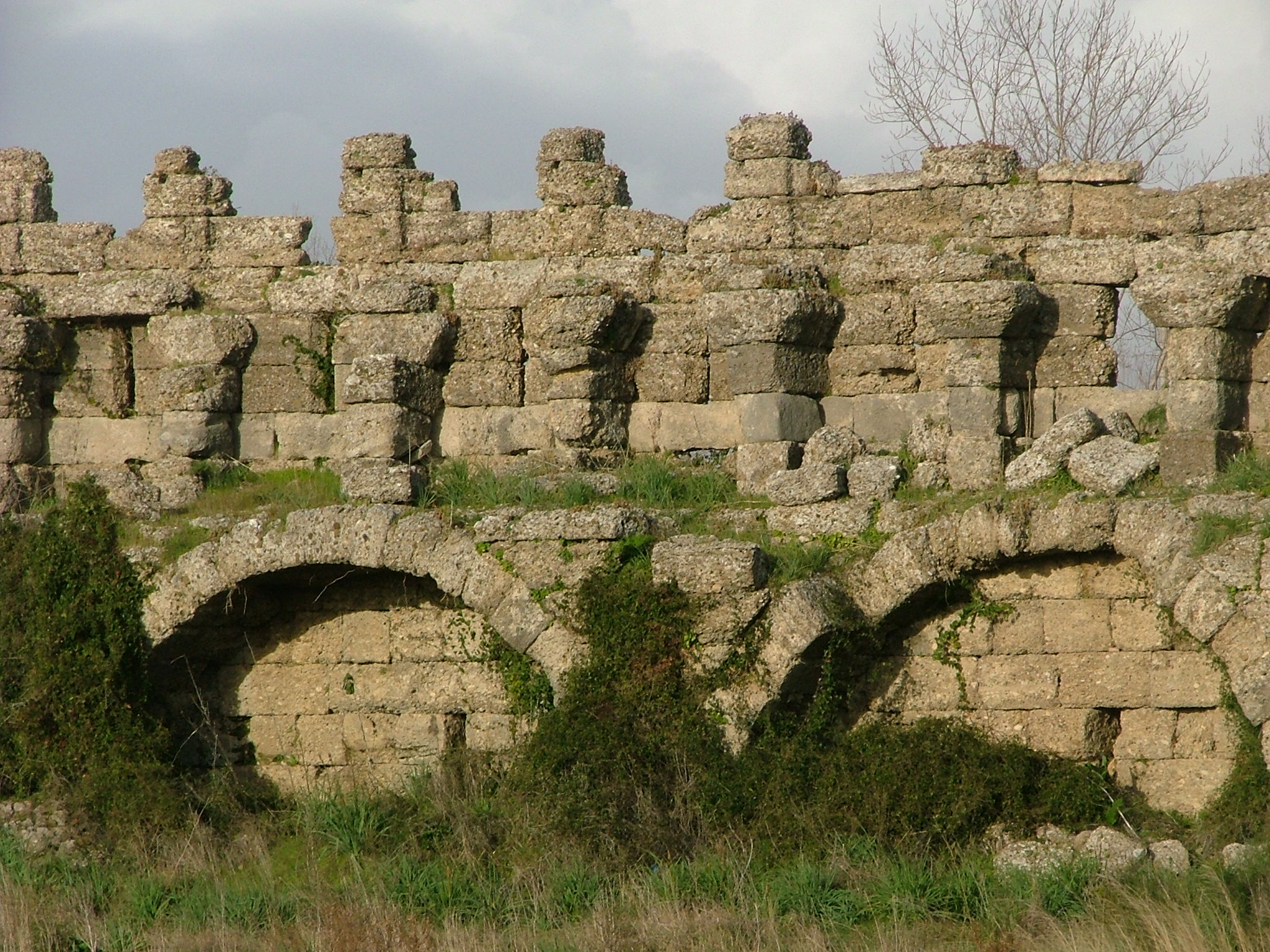
Городская стена античного Сиде. Фото 2007 года

Первые археологические раскопки на территории античного города Сиде были организованы Стамбульским университетом и начались в 1947 году под руководством профессора Арифа Мюфида Манселя. Археологические исследования Мюфида Манселя в Сиде продолжались до 1966 года, после чего он занялся раскопками в Перге, а работы по раскопкам античного Сиде возглавил профессор Жале Инан. Внезапная смерть Мюфида Манселя в 1975 году заставили Жале Инана сосредоточиться на археологических раскопках в Перге, по причине чего археологические исследования Сиде были приостановлены. В 1983 году под руководством доктора Улкю Измирлигиля, назначенного Департаментом древностей и музеев Турции, начались систематические археологические раскопки римского театра в Сиде, активно продолжавшиеся до 2008 года. В 2009 году археологические исследования на всей территории Сиде при поддержке Улкю Измирлигиля возобновились под эгидой Анатолийского университета.

## Достопримечательности

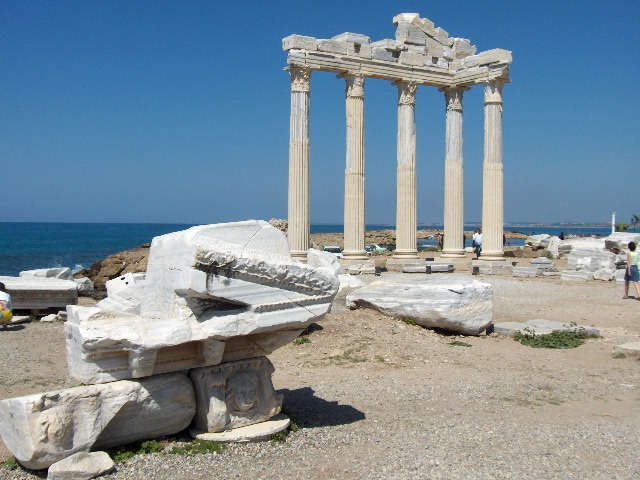
Храм Аполлона

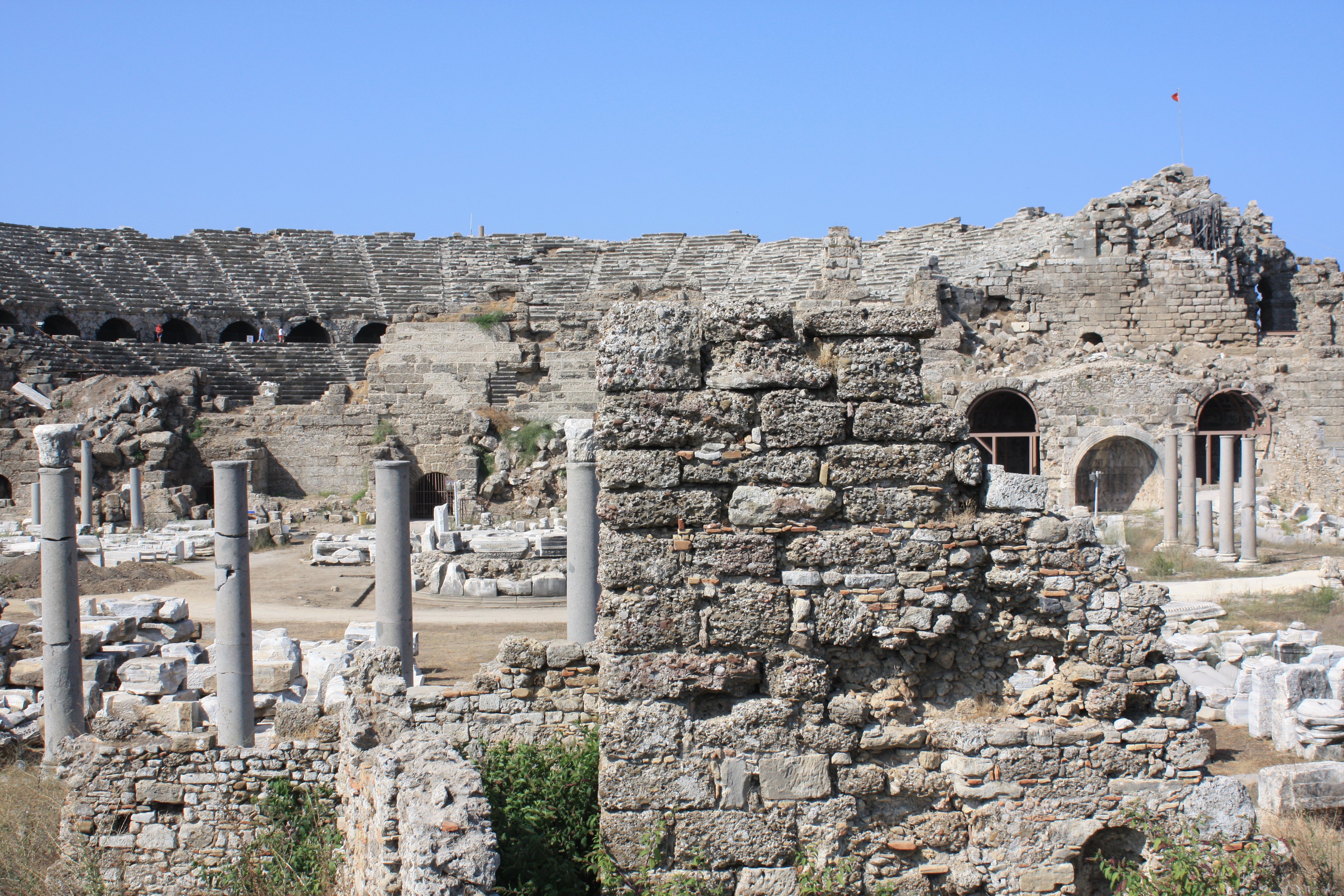
Вид на римский театр в Сиде с севера

Город находился в постоянной опасности и был окружён крепостными стенами как со стороны моря, так и со стороны суши. Руины крепостных стен и башен разной степени разрушения сохранились до наших дней и в настоящее время исследуются археологами. Ворота у восточных стен служили входными воротами. Рядом с центральными воротами эллинистического периода построено по башне, а ворота выходят на площадь в форме буквы U. Пройдя через площадь, и минуя её, был выход в город. Вторые, меньшие ворота, дошедшие до нашего времени, относятся также к эллинистическому периоду, однако эти ворота имеют квадратные башенки и квадратной формы площадь. Главный проспект, который начинается от входа в эти ворота, поведёт вас по всему полуострову до самого западного его конца.
В центральной части исторического центра города, рядом с воротами (как часть средневековых городских укреплений) расположен самый большой сохранившийся римский театр в Турции, вмещавший более 20 тысяч зрителей. Ныне восстановлена даже часть сценического пространства и очищены проходы под трибунами и галереи. Судя по укреплениям просцениума, в I—IV веках театр использовался не только для театральных празднеств, но и для гладиаторских боёв и травли зверей, а позднее — как городские каменоломни. Такая же судьба постигла и великолепные здания агоры, о которых можно судить по их фрагментам. На полуострове за городскими стенами сохранились значительные руины римских построек, а на набережной — несколько высоких колонн храма Аполлона. Руины построек эллинистического и римского времени хорошо заметны под водой и простираются на многие километры вдоль всего морского побережья.
За пределами городских стен находится большое количество некрополей. Здесь расположены различного типа могилы и гробницы — памятники в форме храмов, либо скромные, без рельефов саркофаги. В западном некрополе находится памятник-могила, на ступенчатом пьедестале, напоминающем храм с колоннами. Мраморные саркофаги находятся в нишах монументальных мавзолеев.

## Климат
| Показатель                    | Янв. | Фев. | Март | Апр. | Май | Июнь | Июль | Авг. | Сен. | Окт. | Нояб. | Дек. | Год  |
| ----------------------------- | ---- | ---- | ---- | ---- | --- | ---- | ---- | ---- | ---- | ---- | ----- | ---- | ---- |
| Средний суточный максимум, °C | 14   | 16   | 18   | 22   | 25  | 30   | 34   | 33   | 30   | 26   | 21    | 16   | 23,7 |
| Средняя температура, °C       | 11,5 | 13,5 | 15,5 | 19   | 22  | 26,5 | 30,5 | 30   | 27   | 23   | 18,5  | 13,5 | 20,9 |
| Средний суточный минимум, °C  | 9    | 11   | 13   | 16   | 19  | 23   | 27   | 27   | 24   | 20   | 16    | 11   | 18   |
| Норма осадков, мм             | 252  | 82   | 78   | 31   | 15  | 6    | 2    | 3    | 19   | 47   | 111   | 204  | 70,8 |
| Температура воды, °C          | 16   | 16   | 16   | 18   | 21  | 25   | 28   | 29   | 28   | 25   | 22    | 18   | 21,8 |
| Источник: tursovetchik.ru     |      |      |      |      |     |      |      |      |      |      |       |      |      |

Сиде находится в зоне Средиземноморского климата, с жарким, сухим летом и с прохладной, мягкой зимой. Средние температура зимы не опускаются ниже отметки 10 °C, пик летней температуры может достигать 45 °C (очень редко). Средняя температура моря в зимние месяцы составляет около 17 °C, в летние месяцы около 28 °C. Наиболее комфортными для отдыха считаются месяцы, начиная с мая по октябрь, когда в Сиде преобладает жаркая, безоблачная и безветренная погода с минимальным количеством осадков.